# Воронцы (Архангельская область)
Воронцы — посёлок в Виноградовском районе Архангельской области. Название произошло от Воронцовского переката на реке Ваеньга. Располагается на левом берегу этой реки в 53 км от устья.

## История
Образован в 1936—1937 году. Первыми жителями стали заключённые БерезЛага. В 1948 году сюда переселили большую группу немецких военнопленных. До начала 1990-х в посёлке существовал Воронцовский лесопункт, входящий в состав Березниковского леспромхоза. В настоящее время заготовку леса ведут частные предприниматели.
С 2004 года по 2021 год входил в состав Осиновского сельского поселения.

## Население
| 2002 | 2010 | 2012 |
| ---- | ---- | ---- |
| 331  | ↘249 | ↘221 |

Численность населения посёлка, по данным Всероссийской переписи населения 2010 года, составляет 249 человек. На 1.01.2010 числилось 309 человек. В 2009 году было 338 человек.